# مارك دبليو. بينيت
مارك دبليو. بينيت (بالإنجليزية: Mark W. Bennett)‏ هو محامي وقاضي أمريكي، ولد في 1950 في ميلواكي في الولايات المتحدة.